# Шереметов Олександр Сергійович
Олександр Сергійович Шереметов (18 листопада 1925, селище Абан, тепер Красноярського краю, Російська Федерація — 6 серпня 2006, смт Шушенське Красноярського краю, Російська Федерація) — радянський державний діяч, новатор виробництва, старший плавильник мідеплавильного заводу Норильського гірничо-металургійного комбінату імені Завенягіна Красноярського краю. Кандидат у члени ЦК КПРС у 1966—1968 роках. Член ЦК КПРС у 1968—1976 роках. Герой Соціалістичної Праці (4.12.1965).

## Життєпис
Народився в багатодітній робітничій родині. З 1941 по 1943 рік працював друкарем у видавництві.
У 1943—1945 роках — у Радянській армії, учасник німецько-радянської війни. Служив стрільцем в 835-му стрілецькому полку 306-ї стрілецької дивізії. У 1944 році був важко поранений і після лікування в госпіталі демобілізований за станом здоров'я.
У 1946—1951 роках — інспектор, керуючий Абанського районного маслопрому, товарознавець Абанської районної спілки споживчих товариств, інспектор Абанського районного відділу соціального забезпечення Красноярського краю.
У 1951—1954 роках — друкар, директор друкарні в Красноярському краї.
Освіта середня.
Член КПРС з 1952 року.
У 1954—1962 роках — плавильник анодного відділення плавильно-рафінувального цеху, змінний майстер, з лютого 1962 року — старший плавильник мідеплавильного заводу Норильського гірничо-металургійного комбінату імені Завенягіна Красноярського краю.
Указом Президії Верховної Ради СРСР від 4 грудня 1965 року за видатні заслуги у виконанні завдань із збільшення виробництва кольорових металів і досягнення високих техніко-економічних показників на Норильському ордена Леніна гірничо-металургійному комбінаті імені Завенягіна Шереметову Олександру Сергійовичу присвоєно звання Героя Соціалістичної Праці з врученням ордена Леніна і золотої медалі «Серп і Молот».
Був ініціатором проведення швидкісних і великовагових плавок. Одним з перших освоїв процес вогневого рафінування міді. Активний раціоналізатор.
До 1974 року — інженер з підготовки ремонту обладнання мідеплавильного заводу Норильського гірничо-металургійного комбінату імені Завенягіна Красноярського краю.
З 1974 року — на пенсії в смт. Шушенському Красноярського краю.
Помер 6 серпня 2006 року.

## Нагороди і звання
- Герой Соціалістичної Праці (4.12.1965)
- орден Леніна (4.12.1965)
- орден Жовтневої Революції (30.03.1971)
- орден Вітчизняної війни І ст. (11.03.1985)
- медалі
- значок «Відмінник металургії»
- Почесний металург СРСР